# Hellebæk Station
Hellebæk Station er en dansk jernbanestation i Hellebæk. Stationen ligger på Hornbækbanen mellem Helsingør og Gilleleje og betjenes af tog fra Lokaltog.
Stationen ligger lidt syd for byen ved Hammermøllen og har to spor, og da banestrækningen ellers er enkeltsporet, muliggøres krydsninger her. Umiddelbart nordvest for stationen, krydses banen af Bøssemagergade i en bevogtet jernbaneoverkørsel.
Stationsbygningen eksisterer fortsat, men er solgt til en privat ejer.

## Galleri
- Stationsbygningen
- Bøssmagergade-overskæringen